# Coppa Acerbo 1936
La Coppa Acerbo 1936 è stata una corsa automobilistica di velocità in circuito per vetture di Formula Grand Prix.

## Vetture
Vetture iscritte alla gara.
| Costruttore | Vettura | Cilindrata            |
| ----------- | ------- | --------------------- |
| Alfa Romeo  | P3      | 2900 cc - 8 cilindri  |
| Alfa Romeo  | 8C 35   | 3800 cc - 8 cilindri  |
| Alfa Romeo  | 12C 36  | 4100 cc - 12 cilindri |
| Auto Union  | Type C  | 6000 cc - 16 cilindri |
| Maserati    | 8CM     | 3000 cc - 8 cilindri  |
| Maserati    | 6C 34   | 3700 cc - 6 cilindri  |
| Maserati    | V8RI    | 4800 cc - 8 cilindri  |

## Qualifiche
Risultati delle qualifiche.
| Pos | Nr | Pilota             | Scuderia                  | Vettura           | Tempo   |
| --- | -- | ------------------ | ------------------------- | ----------------- | ------- |
| 1   | 62 | Achille Varzi      | Auto Union AG             | Auto Union Type C | 10'59"0 |
| 2   | 56 | Tazio Nuvolari     | Scuderia Ferrari          | Alfa Romeo 12C 36 | 11'05"8 |
| 3   | 42 | Antonio Brivio     | Scuderia Ferrari          | Alfa Romeo 12C 36 | 11'10"0 |
| 4   | 50 | Bernd Rosemeyer    | Auto Union AG             | Auto Union Type C | 11'24"0 |
| 5   | 48 | Ernst von Delius   | Auto Union AG             | Auto Union Type C | 11'39"0 |
| 6   | 38 | René Dreyfus       | Scuderia Ferrari          | Alfa Romeo 8C 35  | 11'53"0 |
| 7   | 34 | Pietro Ghersi      | Scuderia Torino           | Maserati 6C 34    | 12'23"0 |
| 8   | 40 | Richard Seaman     | Officine Alfieri Maserati | Maserati V8RI     | 12'23"0 |
| 9   | 44 | Nino Farina        | Scuderia Ferrari          | Alfa Romeo 8C 35  | 13'09"0 |
| 10  | 32 | Clemente Biondetti | Scuderia Maremmana        | Maserati 8CM      | 13'15"0 |
| 11  | 58 | Austin Dobson      | Privato                   | Alfa Romeo P3     | 13'18"0 |
| 12  | 60 | Hans Ruesch        | Privato                   | Alfa Romeo 8C 35  | 13'53"0 |

## Gara

### Griglia di partenza
Posizionamento dei piloti alla partenza della gara.
| Prima fila   | 3 Pos.                    |                             | 2 Pos.                    |                            | 1 Pos.                   |
| ------------ | ------------------------- | --------------------------- | ------------------------- | -------------------------- | ------------------------ |
|              | Antonio Brivio Alfa Romeo |                             | Tazio Nuvolari Alfa Romeo |                            | Achille Varzi Auto Union |
| Seconda fila |                           | 5 Pos.                      |                           | 4 Pos.                     |                          |
|              |                           | Ernst von Delius Auto Union |                           | Bernd Rosemeyer Auto Union |                          |
| Terza fila   | 8 Pos.                    |                             | 7 Pos.                    |                            | 6 Pos.                   |
|              | Richard Seaman Maserati   |                             | Pietro Ghersi Maserati    |                            | René Dreyfus Alfa Romeo  |
| Quarta fila  |                           | 10 Pos.                     |                           | 9 Pos.                     |                          |
|              |                           | Clemente Biondetti Maserati |                           | Nino Farina Alfa Romeo     |                          |
| Quinta fila  |                           |                             | 12 Pos.                   |                            | 11 Pos.                  |
|              |                           |                             | Hans Ruesch Alfa Romeo    |                            | Austin Dobson Alfa Romeo |

### Risultati
Risultati finali della gara.
| Pos | Nr | Pilota             | Scuderia                  | Vettura           | Giri | Tempo/Ritiro |
| --- | -- | ------------------ | ------------------------- | ----------------- | ---- | ------------ |
| 1   | 50 | Bernd Rosemeyer    | Auto Union AG             | Auto Union Type C | 16   | 2h57'57"8    |
| 2   | 48 | Ernst von Delius   | Auto Union AG             | Auto Union Type C | 16   | 3h04'18"0    |
| 3   | 62 | Achille Varzi      | Auto Union AG             | Auto Union Type C | 16   | 3h05'01"6    |
| 4   | 42 | Antonio Brivio     | Scuderia Ferrari          | Alfa Romeo 12C 36 | 16   | 3h05'06"8    |
| Rit | 34 | Pietro Ghersi      | Scuderia Torino           | Maserati 6C 34    | 12   |              |
| 5   | 60 | Hans Ruesch        | Privato                   | Alfa Romeo 8C 35  | 12   |              |
| Rit | 56 | Tazio Nuvolari     | Scuderia Ferrari          | Alfa Romeo 12C 36 | 10   | Meccanica    |
| Rit | 38 | René Dreyfus       | Scuderia Ferrari          | Alfa Romeo 8C 35  | 8    | Motore       |
| Rit | 44 | Nino Farina        | Scuderia Ferrari          | Alfa Romeo 8C 35  | 8    | Meccanica    |
| Rit | 58 | Austin Dobson      | Privato                   | Alfa Romeo P3     | 8    |              |
| Rit | 32 | Clemente Biondetti | Scuderia Maremmana        | Maserati 8CM      | 4    | Meccanica    |
| Rit | 40 | Richard Seaman     | Officine Alfieri Maserati | Maserati V8RI     | 4    | Meccanica    |

Note
Giro veloce:  Achille Varzi (10'43"8 nel giro 8).